# Chetogena gelida
Chetogena gelida är en tvåvingeart som först beskrevs av Daniel William Coquillett 1897.  Chetogena gelida ingår i släktet Chetogena och familjen parasitflugor. Inga underarter finns listade i Catalogue of Life.